# Bíblia del rei Jaume
La Bíblia del rei Jaume (King James Version en anglès, sovint abreujat KJV), publicada per primera vegada l'any 1611, és una traducció anglesa de la Bíblia efectuada sota el regnat i a petició de Jaume I d'Anglaterra. Substitueix ràpidament la precedent versió autoritzada, anomenada Bíblia dels Bisbes, de caràcter massa savi, i esdevé de facto la Bíblia estàndard de l'Església d'Anglaterra.

## Història

### Context
Els puritans consideraven que l'Església d'Anglaterra era molt propera al catolicisme, i en la seva Petició Mil·lenària de 1603, el clergat purità va exigir l'abolició de la confirmació, els anells de casament i el terme "sacerdot", entre altres coses, i que l'ús de la gorra i el surpliç fos opcional. Jaume va ser estricte a l'hora de fer complir la conformitat al principi, induint un sentiment de persecució entre molts puritans.
La decisió de posar en marxa una nova traducció de la Bíblia autoritzada per l'Església anglicana va ser presa pel rei Jaume l'any 1604 després del col·loqui sobre les qüestions religioses que havia organitzat des de la seva pujada al poder, la Conferència de Hampton Court. Aleshores, la Bíblia més popular a Anglaterra era la Bíblia de Ginebra, apareguda l'any 1560 i anomenada així perquè havia estat traduïda a l'anglès a Ginebra als anys 1555-1558 pels exiliats presbiterians o anglicans de tendència calvinista. Ben il·lustrada, poc costosa i molt àmpliament difosa, va incomodar tan el rei Jaume I com els jerarques anglicans. Així, les notes marginals i les notes introductives als diferents llibres de la Bíblia eren en efecte no només impreses en el més pur calvinisme sinó tenyides d'un « republicanisme » anticlerical deixant sentir que la jerarquia de l'Església era inútil i doncs, hipotèticament, que la necessitat de tenir un rei com a cap, i per què tenir un rei com a cap d'Estat podria ser qüestionat. A més, el fet que aquestes idees es trobaven impreses a la Bíblia podia deixar creure als lectors que aquestes interpretacions eren oficials i permanents. El contraatac dels bisbes anglicans, la Bíblia dels Bisbes, apareguda l'any 1568, no havia tingut els seus fruits; la nova traducció anava doncs finalment a permetre treure aquestes notes massa radicals i orientar una mica la traducció.
Aquest context explica la denominació Bíblia del rei Jaume, malgrat el paper inexistent del sobirà a la mateixa traducció. Aquest va treure tanmateix les sancions (com la pena de mort) aplicables als que traduïen el text sagrat, i va fixar un cert nombre de regles per dur a terme aquesta empresa (proscriure l'erudició partidista i les notes de peu de pàgina, etc.) L'arquebisbe de Canterbury Richard Bancroft va quedar encarregat de posar en marxa aquestes regles i d'organitzar i de supervisar tota l'empresa.

### Traducció
La Bíblia del rei Jaume és l'obra d'un equip d'una cinquantena de traductors, el treball dels quals es va estendre quatre anys i mig.
Poc després de la decisió reial de Hampton Court, van ser nomenats sis grups de traductors: dos instal·lats a Westminster per treballar sobre l'Antic Testament des de la Gènesi fins al Segon llibre dels Reis i sobre les epístoles del Nou Testament, dos a la Universitat de Cambridge per treballar sobre l'Antic Testament des del Primer llibre de les Cròniques fins al Càntic dels Càntics i sobre els llibres apòcrifs, dos finalment a la Universitat d'Oxford, encarregats de traduir els profetes, així com els evangelis, els Fets dels Apòstols i l'Apocalipsi. No hi ha consens sobre el nombre exacte de persones implicades en la traducció, la posada en forma i la relectura de la Bíblia del rei Jaume. Les estimacions varien entre 47 i 57 traductors efectius, segons que es compti o no els que van estar implicats en les últimes etapes de la relectura. Mitja dotzena de ells tenien clares simpaties puritanes.
El Nou Testament de la Bíblia del rei Jaume va ser traduït a partir del « text rebut » (Textus Receptus), que és en essència el text grec restablert per Erasme (1516, rev. 1522 i 1533). Pel que fa a l'Antic Testament, és traduït a partir del text masorètic en hebreu. Les bíblies anglòfones modernes, com la New American Standard Bible o l'English Standard Version, treuen la seva autoritat de fonts manuscrites totalment diferents.
Malgrat la demanda del rei de prendre com a model la Bíblia dels Bisbes, dels quals fa distribuir un exemplar a cada traductor, la traducció del Nou Testament de William Tyndale (1538) i la mateixa Bíblia de Ginebra són les que exerciran la més forta influència sobre la nova traducció. La Bíblia dels Bisbes, que el rei havia desitjat agafar com a model, va ser víctima de la seva mediocritat i va inspirar molt poc els autors de la King James Version. Els estudis filològics han determinat amb precisió les influències de les quals la King James Versió és el reflex. Heus aquí l'extracte establert per Carles C. Butterworth:
| Origen del text                  | del text de la King James | Comentaris                 |
| -------------------------------- | ------------------------- | -------------------------- |
| Bíblia de Ginebra                | 19 %                      |                            |
| Bíblia Tyndale                   | 18 %                      | inclou la Bíblia Matthew   |
| %Traducció de Coverdale          | 13 %                      | inclou la Gran Bíblia      |
| Traducció de Wycliffe            | 4 %                       | inclou els seus sermons    |
| Bíblia dels Bisbes               | 4 %                       | inclou les seves revisions |
| Altres versions anteriors a 1611 | 3 %                       |                            |
| %Total                           | 61 %                      |                            |
| Material inèdit de la King James | %39 %                     |                            |
| Total general                    | 100 %                     |                            |

De manera sorprenent a la mirada de la motivació inicial de la creació de la King James Version (veure història més amunt), les notes de la Bíblia de Ginebra han estat igualment incloses en diverses edicions de la King James Bible
El treball de traducció es va desenvolupar entre agost de 1604 i finals de 1608. Els resultats dels sis comitès de traducció van ser a continuació controlats l'any 1610 durant nou mesos per un comitè de sis a dotze persones que es van reunir a Londres. El treball validat i esmenat per aquest comitè va ser a continuació confiat a altres dos experts, com Miles Smith, que va redactat el prefaci, després subjecte a l'examen de l'arquebisbe Bancroft. Fins a final de 1610 el manuscrit no va ser transmès a Robert Barker, l'impressor del rei

### Rebuda i difusió
Malgrat el suport entusiasta del rei i de l'Església anglicana, els començaments de la King James Version van ser difícils, pertorbats sobretot per alguns greus errors tipogràfics (vegeu més avall). Va rebre crítiques mordaces d'alguns erudits i els puritans van continuar utilitzant preferentment la Bíblia de Ginebra. La desaparició de les notes no va ser positiva per a la comprensió dels textos difícils de l'Antic TestamentMalgrat això, amb el suport de la institució eclesiàstica, la King James Version esdevindrà gradualment la Bíblia de referència de l'anglicanisme, modernitzant-se al pas de les seves revisions successives.

## Llengua anglesa
La Geneva Bible i no la King James va ser la Bíblia de William Shakespeare, d'Oliver Cromwell (1599–1658) i de John Bunyan (1628–88). Més endavant la King James ha exercit per contra una més gran influència sobre la literatura anglesa i la llengua anglesa en conjunt. La sintaxi de l'anglès en les obres d'autors com John Milton, Herman Melville, John Dryden o William Wordsworth són trufades de hebraismes anglesos i de reminiscències d'aquesta Bíblia..
La denominació alternativa versió autoritzada (Authorised Version) ha estat molt de temps utilitzada al Regne Unit, ja que 'expressió Bíblia del rei Jaume és considerada com molt americana.

## Errors famosos
Després d'un error d'impressió, l'edició de 1631 de la Bíblia del rei Jaume va ser anomenada Bíblia viciosa perquè semblava incitar a l'adulteri en comptes de condemnar-lo: en efecte, l'omissió de la paraula not al text de la 7a ordre del Decàleg (Èxode 20:14), transformava el manament com a negatiu « Thou shalt not commit adultery » en un manament positiu « 
| « | Thou shalt commit adultery | » |

 » (cometràs adulteri).
Una altra error famós és el de l'edició de 1612, la primera en format in-octavo: al Salm 119, versicle 161, s'escriu « Princes have persecuted me without a cause » (els prínceps m'han assetjat sense raó), però l'edició de 1612 diu:
| « | Printers have persecuted me without a cause | » |

 (els impressors m'han assetjat sense raó). Alguns pensen que es tracta d'una venjança d'un tipògraf descontent de la impremta londinenca Barker